# Ștefan Iovan
Ştefan Iovan (Moțăței, Rumanía; 23 de agosto de 1960) es un exjugador de fútbol y entrenador rumano. Jugó para varios clubes, sobre todo para el Steaua Bucarest, además representó a la Selección de Rumania 34 veces entre 1983 y 1990.

## Trayectoria
Debutó en 1977 con el CSM Reşiţa, antes de unirse al equipo de Luceafărul Bucureşti un año después, el club era en ese entonces un equipo formado por la Federación Rumana de Fútbol con la finalidad de reunir a los jóvenes talentos del fútbol rumano que no jugaba en ninguna liga. Lovan regresó a Reşiţa en 1979, pero en el invierno de 1981 se unió al Steaua de București donde jugó durante diez años, hasta 1991.
En 1991 se unió al club inglés Brighton & Hove Albion, pero regresó al Steaua Bucureşti en 1992 durante media temporada solo antes de firmar con Rapid de Bucharest y luego con  Electroputere Craiova en 1995. Su última temporada como jugador de fútbol profesional fue 1996– 97 con CSM Reşiţa.
En total jugó 373 partidos en Liga I y marcó 20 goles. Fue campeón de la Liga I en seis ocasiones y también ganó la Copa de Rumanía en tres, todas ellas con el Steaua de Bucarest. Además fue el capitán del equipo cuando ganaron la Copa de Europa 1985-86 y la Supercopa de Europa 1986.
El 25 de marzo de 2008 fue condecorado por el presidente de Rumanía, Traian Băsescu con el Ordinul "Meritul Sportiv" - (La Orden "El Mérito Deportivo") clase II por su participación en la victoria de la Final de la Copa de Europa de 1986.

## Selección nacional
A nivel de selección, jugó con Rumanía en 34 partidos y marcó tres goles. También jugó 12 veces para el equipo rumano sub-21.

## Palmarés
Steaua Bucureşti
- Liga Rumana: 1984–85, 1985–86, 1986–87, 1987–88, 1988–89, 1992–93.
- Copa de Rumanía: 1984–85, 1986–87, 1988–89.
- Liga de Campeones de la UEFA: 1985–86.
- Supercopa de la UEFA: 1986.